# Château de Monthuchet
Le château de Monthuchet se situe dans la commune de Saulx-les-Chartreux, au cœur de l'ancienne province de Hurepoix, sur la rive droite de l'Yvette, dans le département français de l'Essonne et la région Île-de-France à dix-neuf kilomètres au sud-ouest de Paris.

## Situation
| \| Localisation du château de Monthuchet dans l'Essonne. · Château de Monthuchet \| Localisation du château de Monthuchet dans l'Essonne. |
| Localisation du château de Monthuchet dans l'Essonne. · Château de Monthuchet                                                             |

Le château de Monthuchet est situé à proximité du centre-ville de Saulx-les-Chartreux dans la région naturelle du Hurepoix. Construit en contrebas de la forêt du Rocher de Saulx, dans une plaine agricole, son parc est traversé du sud au nord par le ruisseau de Chauffour, affluent de la rivière l'Yvette en contrebas. Le corps principal est implanté au centre d'un vaste parc clos de mur d'une superficie de sept hectares, planté d'arbres communs et traversé par une pelouse d'est en ouest. Un bassin d'ornement de cent ares, alimenté par le ruisseau a été creusé à la limité nord du parc et un jardin potager est cultivé derrière les communs à proximité de la grille d'entrée nord.

## L'histoire
La construction fut entamée par Bernard Pinon, conseiller de la Grande Chambre du Roi qui fit défricher les terres, bâtir une demeure et aménager un parc. À sa mort en 1710, le domaine revint à la famille de Pracomtal, propriétaire du château de Villebon-sur-Yvette. En 1784, les religieux de l'ordre des Chartreux abandonnèrent leur propriété sur le village à Charles-Pierre Savalette de Magnanville mais récupéra le château jusqu'en 1785 où monsieur Savalette racheta l'entièreté du domaine.
À la Révolution, le château fut vendu comme bien national à monsieur Féron qui le vendit au marquis Jean Joseph Dessolles, général et pair de France. À sa mort, la succession établie au 14 novembre 1828 permit le retour des biens à sa fille de La Rochefoucault d'Estissac qui vendit le tout au général Louis Jacques Ruelle de Santerre.
Il revendit le château au graveur Antoine Coupé qui démantela le domaine.
En 1914, le château était partiellement démoli.

## L'architecture
Le château se compose d'un corps principal droit en brique de style renaissance, à six fenêtres, à un étage augmenté de combles mansardés. L'ensemble est couvert d'ardoise.
Il est complété d'une maison de maître et d'un corps de ferme en « L ».
Le parc, d'une superficie de sept hectares, est clos de murs et ouvert par deux grilles d'honneur en vis-à-vis, l'une au nord, la principale au sud. Il est paysagé, planté d'arbres et dispose d'une pelouse à l'ouest, agrémentée par un étang alimenté par le ruisseau de Chauffour. Au nord-est est aménagé un jardin potager.

## Galerie

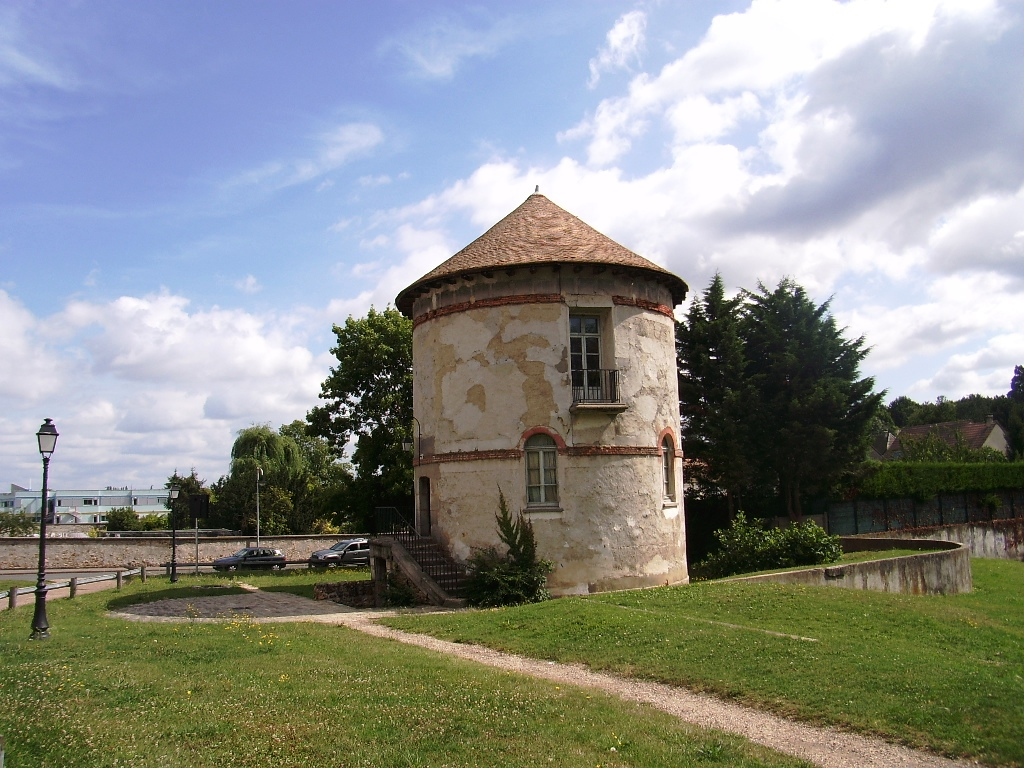
La tour de la ferme de Monthuchet, dite Tour Adolphe Adam.
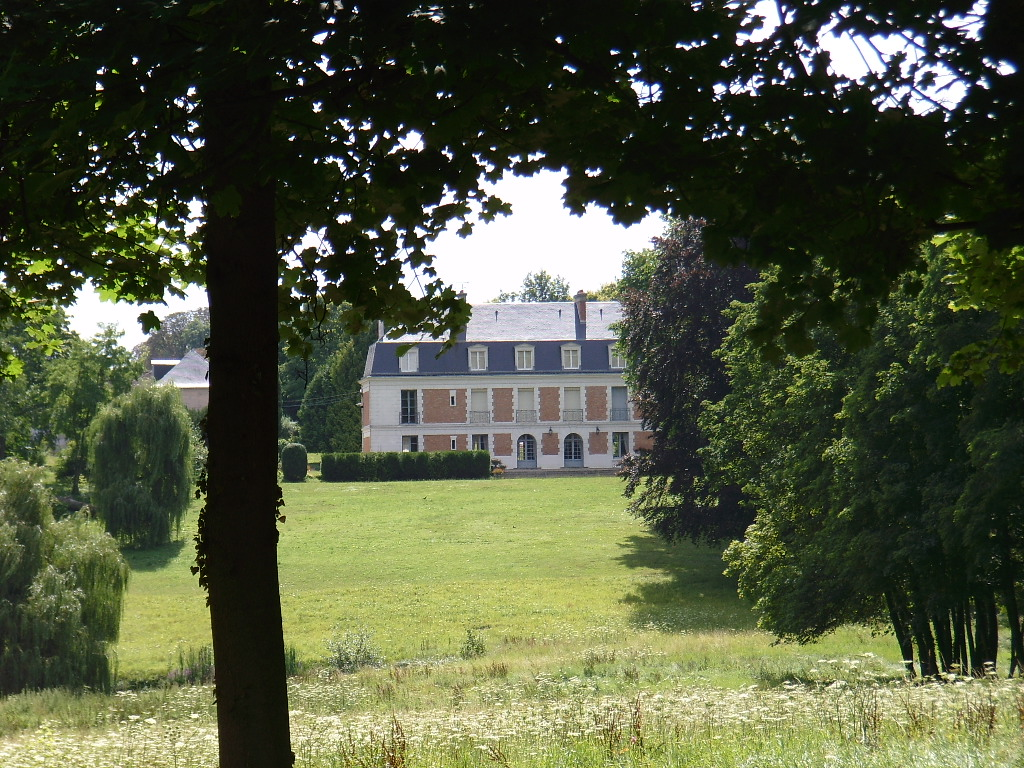
Le château de Monthuchet depuis l'extrémité du parc.
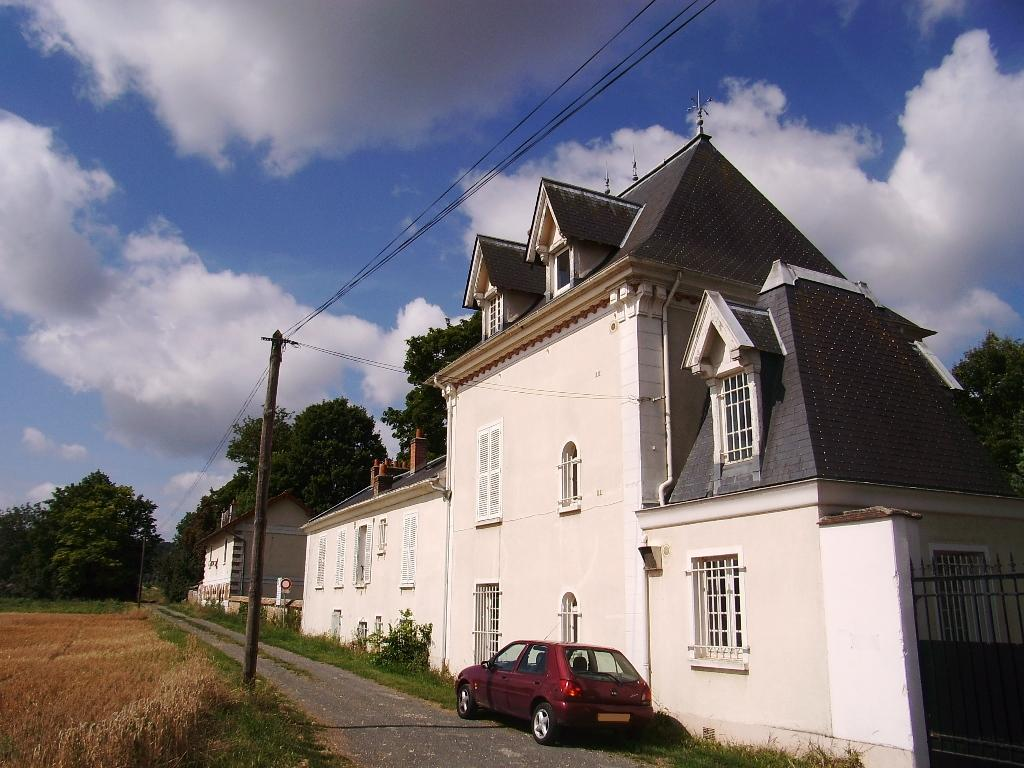
La tuilerie du château de Monthuchet.

## Pour approfondir

### Sources
1. ↑  Château de Monthuchet sur le site Topic-Topos.com. Consulté le 13/07/2008.